# ツルニンジン
ツルニンジン（蔓人参、学名: Codonopsis lanceolata）は、キキョウ科のつる性多年草。地下に太い塊根があり、食用や薬用にされる。

## 名称
和名「ツルニンジン」は、根は同科のキキョウやツリガネニンジンと同様に太く、ウコギ科のオタネニンジン（高麗人参）に似るということから、名がつけられた。別名、キキョウカラクサ。ジイソブ（爺のそばかすの意）ともいい、これは類似種であるバアソブ（婆のそばかすの意で、花冠にある斑点による）に似てより大きいことによる。ツルニンジンの中国名は羊乳（ようにゅう）といい、羊奶參の別名もある。

## 分布・生育地
東アジア一帯の森林に生育する。日本では北海道、本州、四国、九州の平地から高山に分布する。丘陵地や山地の林内や、林縁のやや湿り気のある場所にまばらに群生する。

## 形態・性質
つる性の多年生草本。塊根は太く、オタネニンジン（人参）状である。
春に茎を出し、他物に巻きつきながら伸びる。茎や根を切ると白い粘性のある乳液が出て、異臭を放つ。葉は長楕円形から狭卵形で、側枝に4枚集まってつく。
花期は晩夏から秋にかけて。側枝の先に淡緑色の花を1個つけ、下向きに開く。萼片は大きく、花冠は釣鐘状で、外側は淡緑色、内側は紫褐の斑紋がある。子房下位で、果実は萼片のついた蒴果となる。
ツルニンジン属は55種ほどあり、中国を中心に東アジア一帯に分布する。日本には他にバアソブがある。

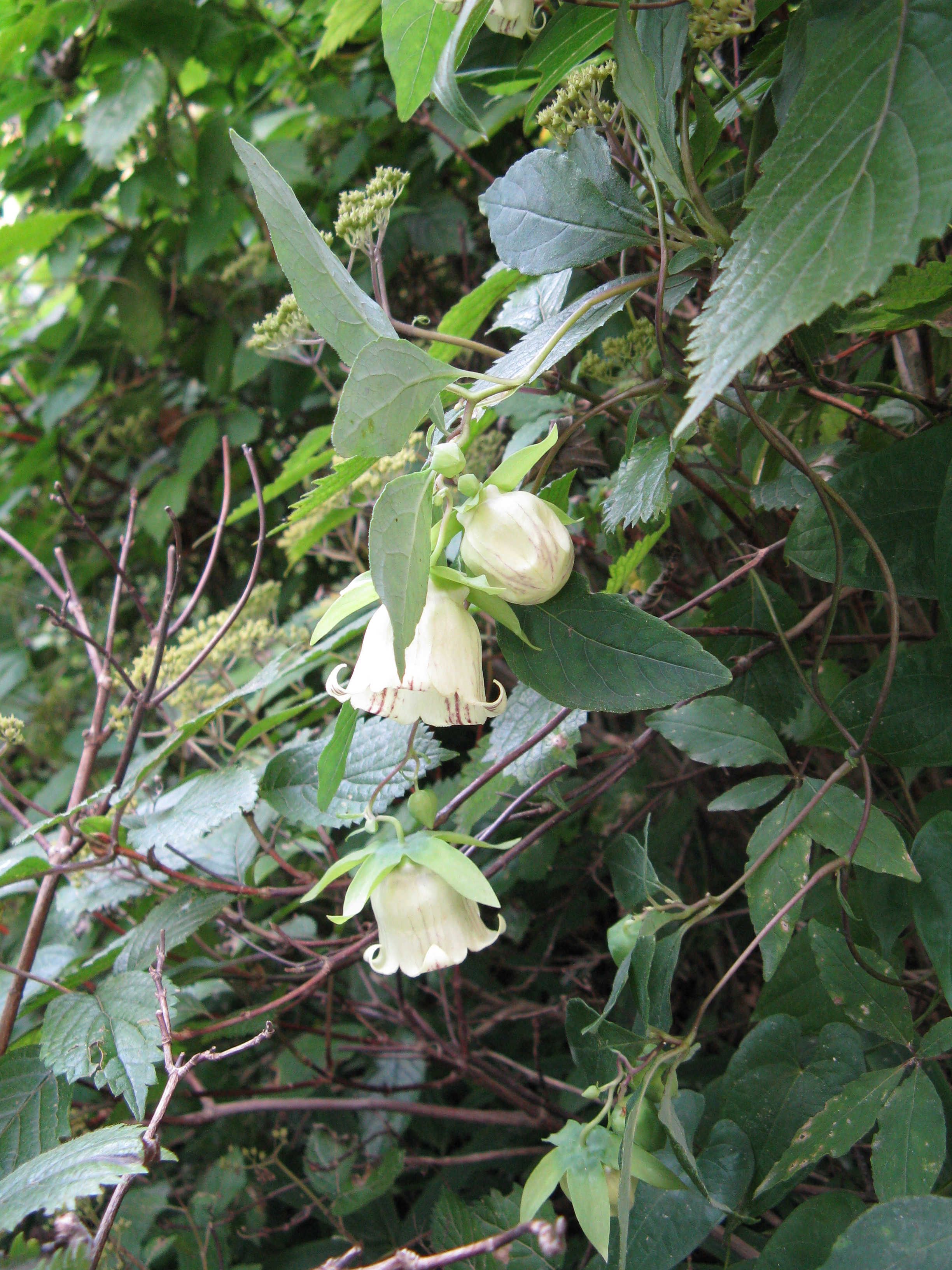
ツルニンジンの花

## 利用
地下茎を食用とし、4 - 11月ごろに掘り上げた塊根を適当な大きさに裂き、天ぷらや醤油だれでつけ焼きなどにする。塊根を茹でたものは、白和え、酢の物、酢味噌和えにする。資源保護のため、採取の際はつるのつけ根の部分を残して、土の中に浅く埋めておくとよい。韓国ではトドック（더덕）といい、代表的な山菜である。根をキムチや揚げ物、和え物にし、若芽も食べる。野生品は少ないので栽培もする。沙参とも呼ぶが、これは本来ツリガネニンジン属（シャジン）の呼び名である。
また、塊根は薬用にされ、山海螺（さんかいら）、四葉参（しようじん）と称する生薬になる。8 - 9月ごろに塊根を掘り採って、きざんで天日乾燥して調製される。高麗人参と同じような効能があるといわれ、薬用にもされる。漢方では、ツルニンジン属の他種を含めて党参（トウジン）と呼ぶ。
民間療法では、痰切りや倦怠疲労時に、1日量で塊根の乾燥品5グラムを400 ccの水で煎じて、3回に分けて服用する用法が知られる。また、容器の半量に分量でホワイトリカーに1か月漬け込んで薬用酒とし、体質を問わず1日量でお猪口1杯ほど飲まれる。

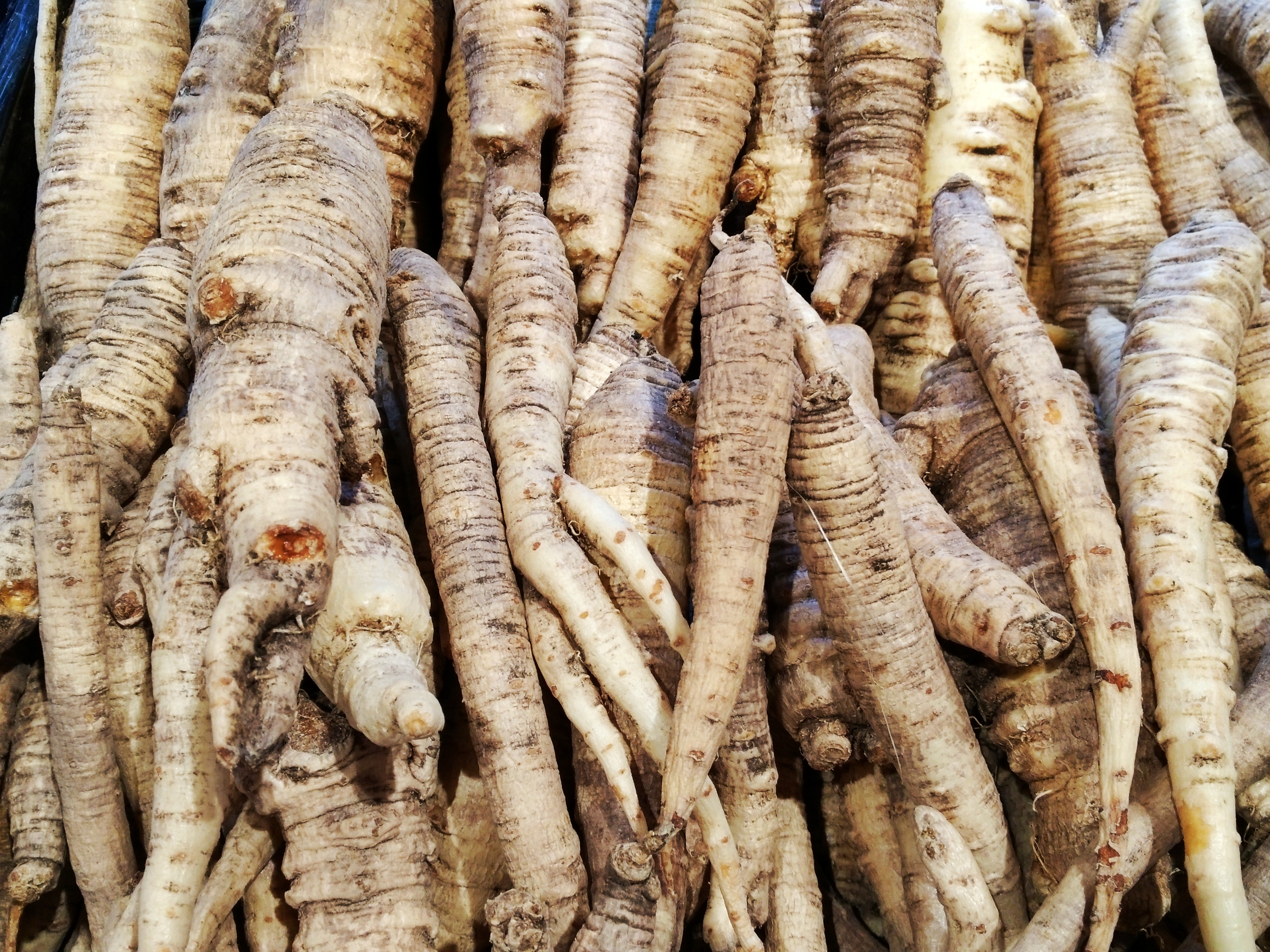
トドック（蔓人参）
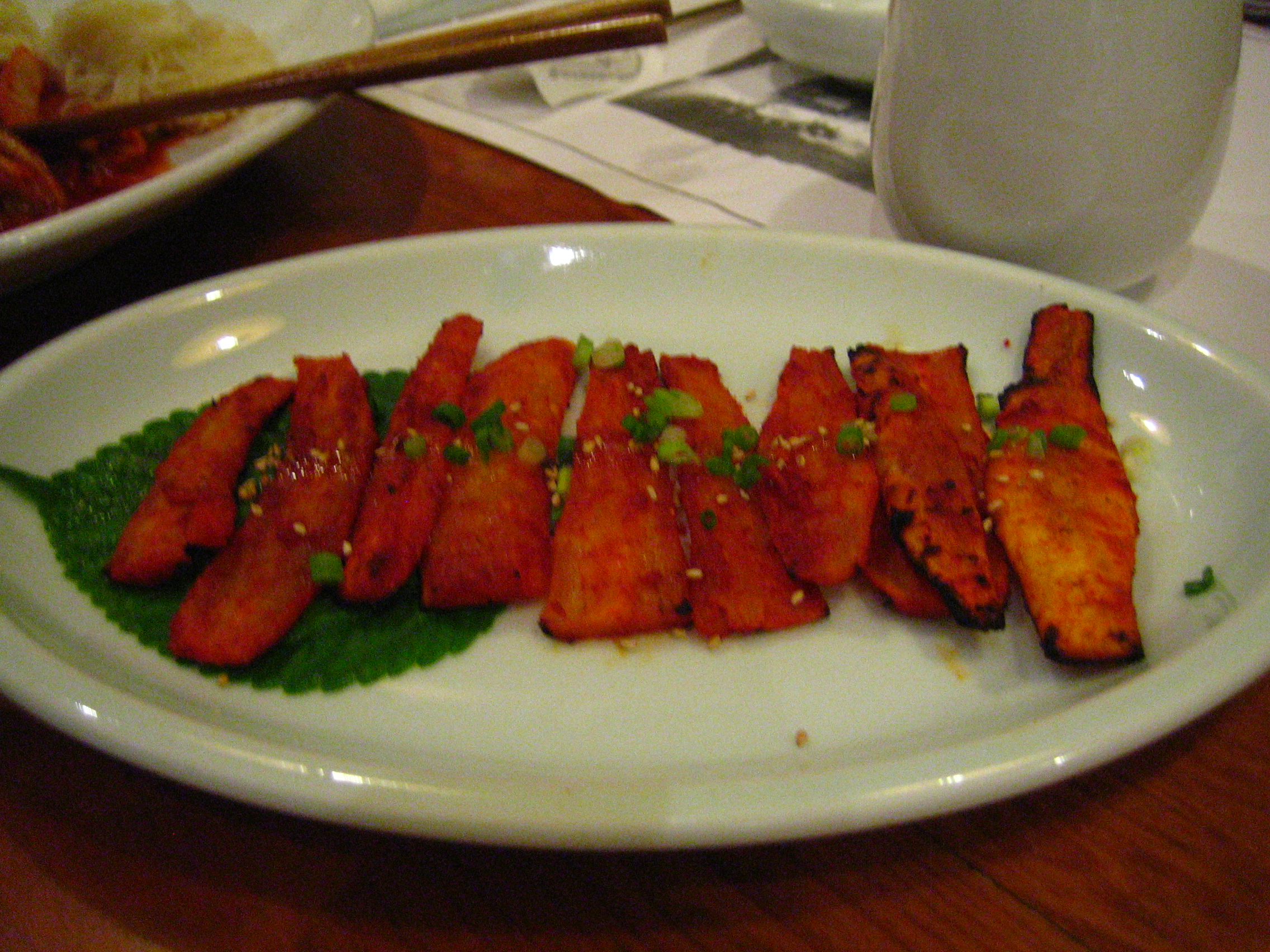
ツルニンジンのクイ（焼き物）

## 注意
ツルニンジンはスズメバチが良く集ることで知られている。観察したり、採取する場合は十分注意したほうが良い